# (146) Луцина
(146) Луцина (лат. Lucina) — довольно большой и очень тёмный астероид главного пояса, поверхность которого состоит из простейших углеродных соединений. Он был открыт 8 июня 1875 года французским астрономом Альфонсом Борелли в Марсельской обсерватории и назван в честь Луцины, — богини родов римской мифологии.

Орбита астероида Луцина и его положение в Солнечной системе
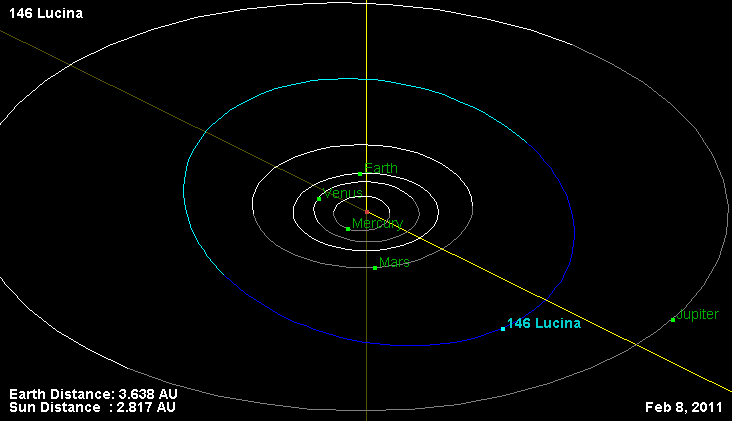
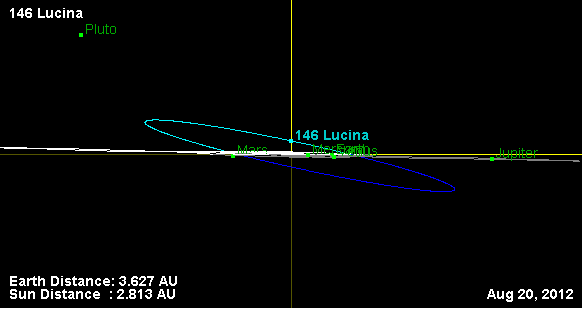

Покрытие звёзд Луциной наблюдалось дважды, в 1982 и 1989 годах. Во время первого из них у астероида был обнаружен небольшой спутник диаметром 6 км. Наличие спутника было подтверждено в 2003 году по данным астрометрических измерений.